# Benjamin Griveaux
Benjamin Griveaux (franciául: Benjamin-Blaise Griveaux) (Saint-Rémy, 1977. december 29.) francia politikus a La République En Marche-ból! (LREM), aki 2017 és 2019 között volt a kormány szóvivője Édouard Philippe miniszterelnök alatt. 2017 és 2021 között a Nemzetgyűlés tagjaként is részt vett Párizs 5. kerületének képviseletében, amely magában foglalja a 3. és 10. kerületet is.
A szocialista párt (PS) egykori tagjaként Griveaux-t gyakran Emmanuel Macron elnök egyik legközelebbi politikai szövetségeseként írják le. A 2020-as önkormányzati választásokon ő volt az LREM párizsi főpolgármester-jelöltje, mielőtt egy szexbotrány miatt visszalépett, és Agnès Buzyn egészségügyi miniszter váltotta fel.
A HEC Paris és a Sciences Po diplomáját szerezte.